# Внезапна смърт
„Внезапна смърт“ (на английски: Sudden Death) е американски екшън трилър от 1995 г. на режисьора Питър Хайемс, по сценарий на Джийн Куинтано и Карън Елис Болдуин, съпругата на члена на „Питсбърг Пенгуинс“ – Хауърд Болдуин, който е ко-продуцент. Във филма участват Жан-Клод Ван Дам, Пауърс Бут и Дориън Херууд. Филмът е пуснат в Съединените щати на 22 декември 1995 г. Това е второто сътрудничество между Ван Дам и Хайемс след „Ченге във времето“ (1994).

## В България
В България филмът е издаден на VHS от Александра Видео на 28 октомври 1996 г.
Издаден е на DVD от Прооптики България.
На 15 юни 2009 г. е излъчен по Диема.
На 23 септември 2019 г. се излъчва по каналите на bTV Media Group.
Дублажи
| Озвучаващи артисти  | Ани Василева Христина Ибришимова Симеон Владов Георги Георгиев-Гого Александър Митрев Тодор Георгиев |
| Преводач            | Елена Ценкова                                                                                        |
| Тонрежисьор         | Димитър Кукушев                                                                                      |
| Режисьор на дублажа | Димитър Кръстев                                                                                      |

| Озвучаващи артисти  | Симона Стоянова Тодор Георгиев Иван Танев Иво Райков Димитър Ангелов |
| Преводач            | Мариана Димитрова                                                    |
| Тонрежисьор         | Александър Тодоров                                                   |
| Режисьор на дублажа | Мария Ангелова                                                       |